# Partito Democratico (Cina)
Il Partito Democratico (minzhudang) fu un partito politico cinese che esistette, sotto vari nomi, dal 1899 al 1913.

## Storia
Il nucleo di individui che sarebbe andato a formare le basi del futuro Partito Democratico affonda le sue radici in due correnti: i riformisti di Kang Youwei e i sostenitori del Movimento d'Auto-Rafforzamento. Entrambe le correnti erano unite dalla fede nel costituzionalismo e dall'ammirazione verso i cambiamenti politico-sociali avvenuti in Giappone durante il Rinnovamento Meiji, sostenendo quindi la necessità per la Cina di adottare una Costituzione e riformare profondamente il proprio sistema politico. Le loro aspirazioni vennero brevemente messe in pratica con la Riforma dei cento giorni (1898), presto stroncata dai conservatori.
Fuggito dalla Cina per evitare la condanna a morte, Kang Youwei fondò, a Vancouver (Canada), il 20 luglio 1899, la Società Per Proteggere l'Imperatore (保皇会, Bǎohuánghuì), che univa le due suddette correnti. L'imperatore cui si riferivano era Guangxu, fautore della Riforma dei cento giorni, rovesciato dall'imperatrice dowager Cixi. Nell'agosto 1900, la Società tentò di dirigere una rivolta a Hankou, ma il fallimento la costrinse a ripensare la propria strategia. Da questo momento, sostenne la creazione di una monarchia costituzionale attraverso una riforma pacifica; in ciò si opponeva al Tongmenghui di Sun Yat-sen, che invece sosteneva la necessità di una rivoluzione. Nonostante questo, alcuni suoi membri vacillarono fra metodi pacifici e violenti, come Liang Qichao, il principale discepolo di Kang. Inizialmente, la Società godette di ampio supporto presso i cinesi all'estero, specialmente per la difesa dei valori tradizionali.
Nel 1908, dopo la morte dell'imperatore Guangxu, la Società si trasformò nel Partito Costituzionalista. Dopo che gli fu permesso di operare in Cina, sostenne la formazione dell'Assemblea nazionale nel 1910, ma si opposero al fatto che essa e le assemblee provinciali erano dotate unicamente di poteri consultivi. Il Partito sostenne la Costituzione cinese (praticamente copiata parola per parola dalla Costituzione Meiji), ma ancora si opposero al fatto che all'imperatore venivano concessi poteri praticamente assoluti. In ogni caso, il 4 giugno 1911, considerato raggiunto l'obiettivo del costituzionalismo, esso mutò il proprio nome in Amici della Costituzione.
Con lo scoppio della Rivoluzione Xinhai, i costituzionalisti si spaccarono. Gran parte presero parte alla rivoluzione, ma altri costituzionalisti eminenti — primo fra tutti lo stesso Kang Youwei — restarono fedeli all'imperatore Pu Yi. Nel 1912, Liang Qichao prese il controllo della situazione e rinominò il gruppo Partito Democratico (minzhudang), partecipando alle elezioni della Repubblica di Cina. Il 29 maggio 1913, insieme al Partito Repubblicano e al Partito d'Unità fondò il Partito Progressista.